# Jaime Rodríguez
Jaime Alberto Rodríguez (San Salvador, 17 januari 1959) is een voormalig Salvadoraans voetballer.

## Salvadoraans voetbalelftal
Jaime Rodríguez debuteerde in 1980 in het Salvadoraans nationaal elftal en speelde 50 interlands, waarin hij 2 keer scoorde.